# 마스토돈사우루스
마스토돈사우루스(Mastodonsaurus)는 중생대 트라이아스기 중기에 살았던 분추목 양서류이다. 속명의 뜻은 '유두 이빨 도마뱀'이다.

## 발견
마스토돈사우루스의 화석은 유럽에서 발견되었다. 한때 마스토돈사우루스의 발자국 화석으로 추정되는 표본이 사암 지층에 나와 키로테리움(Chirotherium)이라는 학명이 붙여졌지만, 이후 추가 연구로 이 발자국은 위악류에 속하는 다른 파충류의 것으로 밝혀졌다.

## 특징

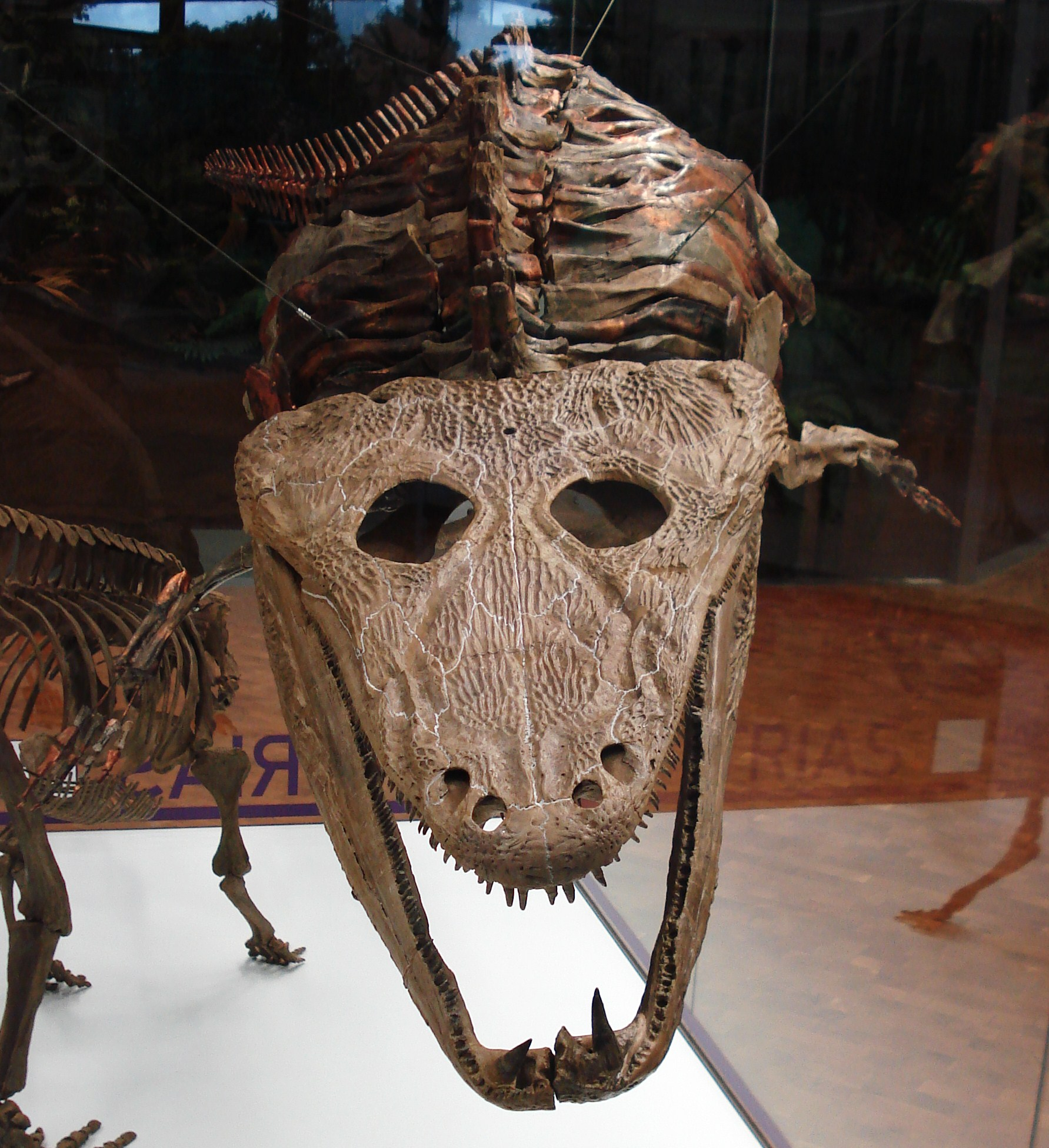
슈투트가르트 주립 자연사 박물관에 전시된 마스토돈사우루스의 화석

인간과의 크기 비교

마스토돈사우루스는 지구 역사상 가장 거대한 양서류로, 몸길이가 4 ~ 6 미터 (160 ~ 240 in)에 달하는 트라이아스기 중기의 최상위 포식자 중 하나이다. 거대한 턱을 가진 크고 납작한 머리, 짧고 튼튼한 몸통, 체격에 비해 작고 튼튼한 사지, 매우 짧은 꼬리 등을 갖고 있으며 두개골의 길이는 1.5m에 이른다. 그러나 최근의 연구 결과 꼬리가 더 길고, 악어와 같은 체형이였다는 주장도 제기되고 있다.
아래턱 끝으로 긴 송곳니가 입을 닫을 때 구개에 있는 구멍을 통해 두개골까지 튀어 나와 있었는데, 사냥감을 물고 먹이를 놓치지 않기 위해 원추형의 작고 날카로운 이빨들이 나 있었다.
마른 호수 바닥에서 폐사한 것으로 추정되는 화석을 통해 물속에서만 서식하는 양서류로 육지에 오르는 능력은 거의 없었던 것을 알 수 있다. 식성은 육식성으로 악어처럼 물 밑에서 대기하고 있다가 어류나 다른 양서류, 파충류, 단궁류 등의 생물들을 덮쳐서 사냥했을 것으로 추정된다.